# Rózsás álsügér
A rózsás álsügér (Helicolenus dactylopterus) a sugarasúszójú halak (Actinopterygii) osztályának a skorpióhal-alakúak (Scorpaeniformes) rendjébe, ezen belül a Sebastidae családjába tartozó faj.
A Helicolenus halnem típusfaja.

## Előfordulása
A rózsás álsügér előfordulási területe főleg az Atlanti-óceánban és a Földközi-tengerben van, de a Dél-afrikai Köztársasághoz tartozó KwaZulu-Natal tartomány vizeiben az elterjedése az Indiai-óceánba is benyúlik. Az Atlanti-óceán nyugati felén a kanadai Új-Skóciától egészen Venezueláig, míg ugyanez óceán keleti felén Izlandtól és Norvégiától kezdve, a Földközi-tengeren, a Madeira-, az Azori- és a Kanári-szigeteken keresztül, egészen a Guineai-öbölig lelhető fel. A Namíbiához tartozó Walvis-öbölben is észrevették.

## Megjelenése
Ez a hal általában 25-32 centiméter hosszú, de akár 47 centiméteresre is megnőhet. Eddig a legnehezebb kifogott példány 1,6 kilogrammos volt. A hátúszóján 12 tüske és 12-13 sugár, míg a farok alatti úszóján 3 tüske és 5 sugár ül. A hal színe rózsaszínes szürke sávokkal. A második hátúszó és a farok alatti úszó között Y alakú sötét sáv húzódik. Testének oldalain méreggel teli kinövések vannak.

## Életmódja
Mélytengeri skorpióhal, amely 50-1100 méteres mélységek között lelhető fel, bár általában 150-600 méteres mélységekben tartózkodik. A felnőtt példány a kontinentális selfeket és a kontinentális lejtőket választja élőhelyül. Fenéklakó és nyílt vízi rákokkal, halak, fejlábúakkal és tüskésbőrűekkel táplálkozik. A legfőbb természetes ellensége, a fura megjelenésű, mélytengeri koboldcápa (Mitsukurina owstoni).
Legfeljebb 43 évig él.

## Szaporodása
A rózsás álsügér szaporodási módszere különleges. Az ikrázó és elevenszülő halak között helyezkedik el. Az ikrák, melyeket zselatinos réteg borít, belsőleg termékenyülnek meg. Ezután az anyahal több, különböző fejlődési szakaszban levő kicsinyeit kibocsátja a tengerfenékre. Miután a zselatinos réteg elbomlott az ivadék a nyílt vízben úszik és része lesz a planktonnak.

## Felhasználása
Ezt a halfajt ipari mértékben halásszák. Általában frissen árulják. Azonban vigyázni kell vele, mivel mérgező mirigyei vannak.

## Képek

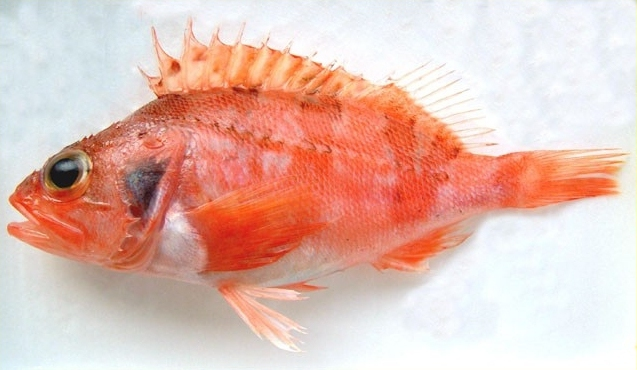
Rózsás álsügér a Mexikói-öbölből
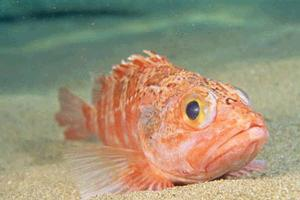
és a tenger fenekén